# Mary Wollstonecraft
Mary Wollstonecraft, britanska pisateljica, filozofinja in feministka, * 27. april 1759, Spitalfields, Anglija, † 10. september 1797, London, Anglija.
Avtorica več romanov, razprav, potopisa, zgodovinske knjige, bontona in knjige za otroke je znana predvsem po svojem Zagovoru pravic ženske (1792). V Zagovoru je utemeljevala tezo, da je narava ženske pravzaprav posledica napačne vzgoje, ki so jo ženskam naložili moški. Zavzemala se je tudi za družbeno ureditev na temelju razuma in brez predsodkov.
Wollstonecraftova se je poročila s filozofom Williamom Godwinom, enim izmed očetov anarhističnega gibanja, in je bila mati Mary Shelley, avtorice Frankensteina.

## Otroštvo in mladost
Mary Wollstone se je rodila v Spitalfieldsu, ki je danes del Londona. Čeprav v svojih otroških letih ni trpela pomanjkanja, je njen oče družinsko imetje polagoma zapravljal za razne špekulativne in neuspele projekte in tako povzročal čedalje večjo nestabilnost v družini. Naposled je Wollstonecraftovo celo prisilil, da mu je predala denar, ki bi ga sicer podedovala ob polnoletnosti. Tudi sicer je bil nasilen, saj je v pijanosti pogosto pretepal svojo ženo. Zato je Wollstonecraftova kot najstnica pogosto ležala pred vrati spalnice svoje matere, da bi jo zaščitila. Devetnajstletna je zapustila dom, vendar se je vrnila po dveh letih in skrbela za hudo bolno mater. V svojih delih je pogosto citirala njene zadnje besede: »Malo potrpežljivosti, pa bo vse minilo«.
Enako zaščitniška in občasno materinska je bila vse življenje tudi do svojih sester Everine in Elize. Leta 1784 je Elizo, ki je najverjetneje trpela poporodno depresijo, prepričala, naj zapusti svojega moža in otroka. Tako je že zgodaj pokazala svojo pripravljenost podvomiti v družbene norme, vendar pa je bila njena sestra zato vse življenje družbeno izobčena, otrok pa je kmalu umrl.
Mladost Wollstonecraftove so oblikovala številna prijateljstva. Prvo med njimi je bilo z Jane Arden v Beverleyu. Nekoč ji je pisala takole: »Oblikovala sem si romantično predstavo o prijateljstvu ... V svojem premišljevanju o ljubezni in prijateljstvu sem nekoliko osamljena. Biti moram na prvem mestu ali pa nič.« Drugo in pomembnejše prijateljstvo je bilo z umetnico Fanny Blood. Po mnenju Wollstonecraftove ji je Fanny odprla razum za nove možnosti. Leta 1783 so Fanny, Wollstonecraftova in njeni sestri skupaj odprle šolo v Islingtonu, kasneje pa so jo preselili v Newington Green. Čez dve leti se je prezadolžena Fanny Blood poročila z irskim trgovcem Hughom Skeysom, kmalu pa se je izkazalo, da je na smrt bolna. Da bi se njeno zdravje izboljšalo, se je preselila v Lizbono, tam pa je zanosila in njeno zdravje se je še poslabšalo. Wollstonecraftova je šolo opustila in leta 1785 tudi sama odšla v Lizbono skrbet za Fanny. Ko je Fanny še istega leta umrla, jo je hudo prizadelo. O izgubi te svoje mladostne prijateljice se je deset let pozneje spominjala v Pismih s Švedskega in Norveškega.

## Prva novega rodu
Po smrti Fanny se je Wollstonecraftova decembra 1785 vrnila v Anglijo in ob vrnitvi našla Fannyjina uboga starša, ki sta se želela vrniti v svojo irsko domovino. Pogosto so ji rekli, da bi lahko služila s pisanjem, zato je napisala 162-stranski pamflet O vzgoji hčera (izvirno Thoughts on the Education of Daughters) in denar izročila prijateljičinim staršem. V vsem, kar je počela, je jasno razvidna njena čustvena, velikodušna in impulzivna narava.
Skromno plačilo, ki ga je prejela za Vzgoja hčera, jo je vzpodbudilo, da je resneje začela premišljevati o služenju kruha s peresom, zaradi pamfleta pa ji je zrastel tudi učiteljski ugled. Svojo šolo je zapustila in prebila nekaj tednov na etonskem kolidžu, kjer jo je profesor Prior priporočil za guvernanto hčera lorda Kingsborougha, irskega vikonta, najstarejšega sina grofa Kingstona. Poletje 1787 je lordova družina pred odhodom na celinsko Evropo prebila skupaj z Mary Wollstonecraft v toplicah Bristol Hot-wells. Mary je tam napisala kratko zgodbo, naslovljeno Mary, izmišljena zgodba (Mary, a Fiction), ki je temeljila na njenem prijateljstvu s Fanny Blood. Margaret King, njena najljubša učenka iz tega časa, je pozneje povedala, da se je ob njej »osvobodila vseh svojih praznoverij«
V tem času se je Wollstonecraftova dokončno odločila, da postane pisateljica. To je bila resnično radikalna izkušnja, saj so se s pisateljevanjem v tistem času lahko preživljale le redke ženske. V pismu sestri Everini leta 1787 je svojo odločitev pojasnjevala s tem, da želi postati »prva novega rodu« Preselila se je v London in si s pomočjo liberalnega založnika Josepha Johnsona poiskala stanovanje in službo.. Prevajala je različna besedila (ob tem se je naučila francoščine in nemščine)), na primer Neckerjevo razpravo O pomenu verskih prepričanj in Salzmannovo delo Elementi morale za otroke, ter za Johnsonovo revijo Analytical Review pisala recenzije romanov in drugih besedil. Tedaj je tudi napisala svojo knjigo za otroke Izvirne zgodbe iz resničnega življenja (Original Stories from Real Life), v kateri je uporabila izkušnjo svojega dela pri družini Kingsborough. Knjigo so natisnili v devetih izdajah, zadnjič leta 1818. Izdajo iz leta 1791 je ilustriral William Blake. Z branjem in srečevanjem z intelektualci, kot sta bila na primer Thomas Paine in William Godwin, ki so prihajali na razvpite večerje, ki jih je prirejal Johnson, si je močno razširila obzorje.
V Londonu se je Wollstonecraftova zaljubila v sicer že poročenega umetnika Henryja Fuselija. Kot pravi, so jo popolnoma prevzeli veličastnost njegove duše, hitro dojemanje in ljubka simpatičnost. Zakoncema je predlagala ohlapno razmerje v troje, vendar pa je bila Fuselijeva žena zgrožena in razmerje s Fuselijem, če je sploh prišlo do njega, je propadlo. Po Fuselijevi zavrnitvi se je Wollstonecraftova zaradi ponižanja, pa tudi da bi sodelovala v razburljivih dogodkih revolucije, ki jo je proslavila v svojem nedavnem Zagovor človekovih pravic (Vindication of the Rights of Men) odločila, da odide v Francijo. Zagovor je nastal kot odziv na Razmišljanja o revoluciji v Franciji Edmunda Burka. Teme se jo posredno dotaknila tudi v Zagovoru pravic žensk (A Vindication of the Rights of Woman).
Ob vsem tem težkem življenju je živela skromno, kot se je le dalo, da je pomagala družini. Vzdrževala je očeta. Financirala je svoji sestri, da sta lahko postali učiteljici. Enega brata je spravila v kraljevo mornarico, drugega, ki je opravljal pripravništvo pri odvetniku, ki ga ni maral, je plačala, da je lahko odšel drugam, ko pa se je izkazalo, da mu kljub temu ne gre, mu je omogočila emigracijo v Ameriko. Skušala je razvozlati očetove posle, vendar so bili preveč zmedeni, da bi ji to uspelo. Poleg vsega tega dela je prevzela še skrb za sedemletno siroto neke svoje prijateljice. To je bilo življenje tridesetletne Mary Wollstonecraft leta 1789, v času pred padcem Bastilje; plemenito življenje, ki se ga je pozneje dotaknil še duh francoske revolucije, ga ujel v veliki vihar, pretresel in izgubil med ruševinami. Pisma sestram in tesni prijateljicam iz tega časa niso elegantna in uradna, kot je bilo takrat v navadi, temveč izlivi čustev, v katerih jasno spoznamo njeno nesrečnost in trpljenje. Pogosto poskuša sprejeti božjo kazen in si obupno želi smrti.

## Francija in Imlay
Wollstonecraftova se je decembra 1792 preselila v Pariz, kak mesec pred usmrtitvijo Ludvika XVI., ko je bilo ozračje na vrelišču. Spoznala se je še z drugimi obiskovalci iz Anglije, med drugim Helen Marijo Williams, in se pridružila krogu zdomcev, ki so bili tedaj v mestu. Takrat je ravno napisala Zagovor pravic ženske (A Vindication of the Rights of Woman) in bila pripravljena postaviti svoje predstave na preizkušnjo. Ob mešanju svojih zamisli in idej francoske revolucije je poskušala s svojo doslej najbolj romantično zvezo. Spoznala je ameriškega pustolovca Gilberta Imlaya in se strastno zaljubila vanj. Še več, potem ko je Wollstonecraftova v Zagovoru pravic ženske zavrnila spolnost v razmerjih, se je ob Imlayu začela  silno zanimati zanjo. Zanosila je in 14. maja rodila deklico, ki ji je po svoji mladostni prijateljici dala ime Fanny Imlay.
Ko so se politične razmere zaostrile in je Anglija razglasila vojno s Francijo, so se vsi angleški državljani znašli v hudi nevarnosti. Da bi zaščitil Wollstonecraftovo, jo je Imlay leta 1793, četudi nista bila poročena, dal vpisati kot svojo ženo. Prijatelji Wollstonecraftove, npr. Thomas Paine, niso imeli take sreče in so jih pozaprli, nekatere pa celo obglavili. Ko je Wollstonecraftova zapustila Francijo, se je še naprej imenovala Mrs. Imlay, s čimer je do neke mere zaščitila svojo hčer.
Imlay, ki si ni želel udomačene in materinske Wollstonecraftove, jo je končno zapustil. Obljubil ji je, da se bo vrnil v Le Havre, kjer je rodila otroka, vendar pa so jo njegove dolge zamude pri pisanju in dolge odsotnoti prepričale, da ima drugo žensko. V pismih neučakano hrepeni po njem, kar je še toliko bolj razumljivo, saj se je znašla sredi revolucije sama z dojenčkom.

## Anglija in Godwin
Wollstonecraftova se je aprila 1795 vrnila v London, da bi poiskala Imlaya, vendar jo je zavrnil. Maja 1795 je poskušala, morda z opijem, samomor, vendar jo je Imlay nekako (ni jasno, kako) rešil. V poslednjem poskusu, da bi ga znova pridobila, se je zanj odpravila na neka poslovna pogajanja v Skandinavijo in skušala urediti poslovne težave, ki so ga pestile. Na to težko in tvegano potovanje, med katerim je ves čas pisala Imlayu, se je podala samo s hčerkico in služabnico. Ko se je vrnila v Anglijo in dokončno spoznala, da je njunemu razmerju konec, je znova poskušala s samomorom. Na deževno noč je odšla ven in da bi se njene obleke napojile z vodo, se je okrog pol ure sprehajala in nato skočila v Temzo, vendar so jo rešili. Wollstonecraftova je svoj poskus samomora opisala kot popolnoma razumen: »Lahko le obžalujem, da so me, ko je bila grenkoba smrti že mimo, na nečloveški način spet vrnili v življenje in trpljenje. Vendar odločenosti ne gre begati z razočaranjem, niti ne bom dopustila, da bi bil to le divji poskus, saj je šlo za eno najmirnejših dejanj razuma. Kar se tega tiče, sem odgovorna le sama sebi. Če bi me skrbelo spoštovanje, me onečaščajo druge stvari.«
Wollstonecraftova se je počasi vrnila k pisateljevanju in se znova začela družiti s krogom Josepha Johnsona ter prek Williama Godwina predvsem z Mary Hays, Elizabeth Inchbald in Sarah Siddons. Godwin je bil razvpit zaradi svojega zavračanja romantike in poroke, vendar je bil v zasebnem življenju pripravljen priznati moč tudi čustvom in ne le razumu. Edinstveno razmerje med Godwinom in Wollstonecraftovo se je začelo počasi, skozi pisma, in se razvilo v strastno ljubezen. Godwin, ki je prebral pisma, ki jih je pisala Inlayu iz Skandinavije (zbrana so izšla kot Pisma, napisana med kratkim bivanjem na Švedskem, Norveškem in Danskem), je pozneje dejal: »Če je kdaj obstajala knjiga z namenom, da bi se človek zaljubil v pisca, je to zame ta knjiga. O svoji bolečini govori na način, ki nas napolnjuje z otožnostjo in nas raztaplja v razbolelosti, hkrati pa izraža duha, ki nas napolnjuje z občudovanjem«. Ko je Wollstonecraftova zanosila, sta se odločila, da se poročita, zato da bi bil otrok zakonski. Ob tem se je razkrilo, da Wollstonecraftova ni bila nikdar poročena z Imlayem, zaradi česar sta z Godwinom izgubila številne prijatelje. Po poroki 29. marca 1797 se je par preselil v sosednji hiši, imenovani Poligon (The Polygon), da bi oba še naprej lahko ohranila svojo samostojnost. Pogosto sta se sporazumevala preko pisem. Vsekakor pa je bilo njuno, četudi žal prekratko razmerje srečno in trdno. Videti je bilo, da sta - končno - našla čustveno srečo in intelektualno ujemanje, ki sta ga oba iskala.

## Smrt in Godwinovi spomini
30. avgusta 1797 je Wollstonecraftova ponovno rodila hčer, kateri je dala ime Mary. Čeprav je porod sprva potekal brez težav, se je pozneje izkazalo, da so kosi posteljice ostali v Wollstonecraftovi in se okužili. 10. septembra je zaradi poporodne mrzlice umrla. Godwin je bil obupan: »Trdno verjamem, da na svetu ni njej enake. Izkusil sem, da sva bila ustvarjena za to, da osrečiva drug drugega, in ne pričakujem več, da bi bil kdajkoli lahko spet srečen«.
Januarja 1798 je Godwin objavil Spomine na avtorico Zagovora za pravice ženske (Memoirs of the Author of a Vindication of the Rights of Woman). Čeprav je menil, da je svojo ženo upodobil z ljubeznijo, sočutjem in iskrenostjo, je bil ob razkritju Wollstonecraftovinih nezakonskih otrok, ljubezenskih afer in poskusov samomora marsikdo zgrožen. Robert Southey ga je obtožil »želje sleči svojo umrlo ženo do golega«. Ob branju Godwinovega opisa si lahko ustvarimo sliko Wollstonecraftove kot ženske z močnimi čustvi, ki jih uravnoteža razum, pa tudi kot bolj versko skeptične, kakor bi lahko sklepali iz drugih besedil.

## Glavna dela

### O vzgoji hčera(1787) inIzvirne zgodbe(1788)
Prvi dve knjigi Wollstonecraftove se posvečata vzgoji. Delo O vzgoji hčera (Thoughts on the Education of Daughters) je bonton, zato se ne ukvarja le z vprašanji morale, temveč tudi z izbranim oblačenjem. Taka besedila so bila priljubljena vse osemnajsto stoletje, še zlasti pri srednjem razredu, ki se je takrat začel oblikovati in je v njih videl možnost za razvoj lastnih norm vedenja v nasprotju z aristrokratskimi. Čeprav je Wolstonecraftova v tem besedilu zvečine neizvirna in površna, pa se na trenutke, npr. pri opisu trpeče samske ženske , zazdi, da ne namerava le ponavljati za drugimi. 
Leto kasneje je z Izvirnimi zgodbami iz resničnega življenja (Original Stories from Real Life) Wollstonecraftova napisala še eno vzgojno besedilo, tokrat za otroke. V njej modra in dobrohotna gospodična Mason svetuje deklicama Mary and Caroline (poimenovanima po hčerah Lady Kingsborough). V besedilu Wollstonecraftova poudarja pomen razumnega mišljenja pri vzgoji deklet, kar postane temeljna značilnost njenih del. Deklici spodbuja, naj bosta sočutni z živalmi in reveži, svari pa ju tudi, naj ju nikar ne odnesejo čustva. S tem ravnotežjem med razumom in strastjo lahko postaneta dobri odrasli osebi.

### Zagovor pravic ljudi(1790)
Leta 1790 je Edmund Burke objavil Razmišljanja o revoluciji v Franciji (Reflections on the Revolution in France). Burke, zagovornik ameriške revolucije, je z zavračanjem francoske revolucije dodobra pretresel svoje sodobnike. Knjiga je sprožila tako imenovano spornost revolucije, niz sramotilnih spisov proti Burkovemu besedilu. Zagovor pravic ljudi Wollstonecraftove je bil prvi med številnimi jeznimi odzivi v vojni, v kateri so se pojavila tudi druga znana dela kot npr. Pravice človeka Thomasa Paina. Vendar se Wollstonecraftova ni odzvala le na Razmišljanja, temveč tudi na Burkovo Filozofsko preiskovanje izvora naših idej o sublimnem in lepem (A Philosophical Enquiry into the Origin of Our Ideas of the Sublime and Beautiful; 1756), v katerem zagovarja tezo, da je lepota povezana s šibkostjo in ženskostjo, sublimno pa povezano z močjo in moškostjo. Wollstonecraftova obrne Burkovo retoriko v Razmišljanjih proti avtorju samemu; pravi, da njegova teatralnost, kot npr. pretirani in načičkani opis trpljenja Marije Antoinette, vse državljane spremeni v šibka dekletca, ki jih prepriča šov ... Zavrne tudi Burkovo razredno stališče, češ da ga je ganilo le trpljenje Marije Antoineete, mizerija revnih stradajočih francoskih žensk pa mu ne pride blizu. Namesto Burkovega zanašanja na tradicijo in vladarja se Wollstonecraftova močno zavzema za uporabo razuma. Razloži, da če bi veljal njegov sistem, bi morali še danes imeti suženjstvo, saj so jih imeli tudi v preteklosti. Wollstonecraftova ne zavrne potrebe po empatiji v človeških odnosih, vendar skoraj vselej trdi, da ta za kohezivnost družbe ni zadostna (na nekem mestu pravi: »Taka revščina zahteva več kot solze - za trenutek se ustavim, da bi se zbrala« ), vsak položaj je treba vedno tudi razumsko razčleniti. Zanimivo pa Zagovor pravic ljudi konča s sklicevanjem na Biblijo: »ON se boji Boga in ljubi sobitja.—Glej vso dolžnost človeka!« Stališča v tej knjigi so bila za takratno javno mnenje izjemno napredna (esejist Horace Walpole jo je imenoval hijena), vendar so to stališča, ki so dandanes splošno sprejeta. Vsekakor danes ta stališča niso revolucionarna, razen njenega mnenja o splavu. V politiki dvesto let po izidu knjige je feministični pogled, ki bi splavu nasprotoval, večinoma pozabljen, toda Wollstonecraftova je bila goreča nasprotnica splava. Del Zagovora pravic ženske je namenjen obsojanju spolnega izkoriščanja žensk, govori pa tudi o umetni prekinitvi nosečnosti, o kateri Wollstonecraftova zapiše, da je »kršenje zakonov narave, ki redko ostane nekaznovano«.

### Zagovor pravic ženske(1792)
Zagovor pravic ženske gradi mešanica zvrsti, od politične razprave prek bontona do razprave o vzgoji. Za opis položaja žensk v družbi Wollstonecraftova očrta povezave med štirimi pojmi: pravicami, razumom, vrlinami in dolžnostjo. Poudariti je treba, da so za Wollstonecraftovo pravice in dolžnosti neločljivo prepletene - kdor ima pravice, ima tudi dolžnosti. Jedrnato pravi: »Brez pravic ne more biti dolžnosti«.
Eden glavnih vidikov Zagovora je, da morajo biti ženske izobražene intelektualno, da bodo lahko prispevale k družbi. Piscem bontonov, kot sta James Fordyce in John Gregory, ki trdijo, da ženska ne potrebuje intelektualne izobrazbe, ter filozofom vzgoje, kot je Jean-Jacques Rousseau, ki v Emilu trdi, da naj se ženske vzgaja v veselje njihovih mož, odgovarja jedko in brezkompromisno. Ženske naj bodo intelektualne »spremljevalke« svojih mož in, morda še pomembneje, če družba prepušča vzgojo otrok ženskam, morajo biti izobražene, da bodo lahko predale znanje potomcem. Wollstonecraftova meni, da ženske niso trapaste in plitve (imenuje jih npr. tudi »španjeli« in »igračke«) zato, ker bi bile že po naravi manj razumne, temveč ker jim možje preprečujejo dostop do izobrazbe. Najbolj pa si Wollstonecraftova prizadeva pokazati na omejitve, ki so posledica neprimerne vzgoje žensk. »Vse od rojstva poučevana, da je oblast žensk lepota, se misel prilagodi telesu, in ob potikanju po svoji zlati kletki išče le načine za oboževanje lastne ječe.« S tem skuša povedati, da bi ženske brez škodljive miselnosti, ki jim jo začnejo privzgajati že v ranem otroštvu in ki se osredotoča na lepoto in dosežke, lahko dosegle mnogo več.
Ni jasno, do kolikšne mere je Wollstonecraftova verjela, da so ženske enakovredne moškim na način, kot to razumemo danes. Gotovo ni bila feministka v sodobnem pomenu besede in si v svojih besedilih ni prizadevala za enake pravice ali pravico glasovanja. Vendarle pa pravi, da so v Božjih očeh vsi ljudje enaki, saj so vsi zavezani istim moralnim zakonom. Take trditve o enakosti lahko primerjamo z njenimi mislimi o prednosti moške moči in srčnosti. Znamenita je naslednja dvoumna izjava Wollstonecraftove:  »Ne mislite, da želim obrniti red stvari. Pojasnila sem že, da so zaradi ustroja svojih teles moški po Previdnosti oblikovani tako, da lahko dosežejo večjo krepost. Govorim o spolu na splošno, niti malo pa ne mislim, da bi se morali dosežki razlikovati po svoji naravi. Kako bi se pravzaprav sploh mogli, če ima krepost le en večni standard? Zato moram iz doslednosti razuma še naprej trdno zagovarjati, da imajo isto preprosto smer, kot da obstaja Bog.”
Med stvarmi, ki jih Wollstonecraftova v Zagovoru najostreje kritizira, je tudi lažna in čezmerna občutljivost, posebno pri ženskah. Mnenja je, da ženske, ki se vdajo občutljivosti, »zamaje vsako drobno čustvo« in ker so »plen čutov«, ne morejo razumno misliti. S tem ne škodujejo le sebi, temveč vsej družbi. To niso ženske, ki bi lahko prispevale k razvoju družbe (priljubljena ideja osemnajstega stoletja), take jo bodo kvečjemu uničile. Wollstonecraftova ne trdi, da morajo razum in čustva delovati neodvisno; namesto tega naj si bodo v medsebojno pomoč. To se jasno odraža tudi v njenem lastnem slogu, ki občasno postane zelo čustven.
Poleg večjih filozofskih trditev so v Zagovoru podane tudi konkretne vzgojne smernice. V poglavju 12 (»O vzgoji naroda«) meni, da bi morali vse otroke poslati v »državno dnevno šolo«, treba pa jih je vzgajati tudi doma, da jim »privzgojimo ljubezen do doma in domačih veselj«. Zavzema se tudi za soizobraževalno šolanje, češ da naj bi bili moški in ženske, katerih poroka ohranja družbo, izobraženi na enak način. 
Wollstonecraftova je svoje besedilo napisala za srednji razred, ki je po njenem »najnaravnejše stanje«. Vendar je na številne načine omejen in podpira buržoazni pogled na svet. Spodbuja skromnost in delavnost in napada bogate z istimi besedami, kot jih uporablja za obtožbe žensk o malovrednosti. Vendar pa ni ravno prijateljica revnih. Po njenem narodnem izobraževalnem načrtu naj bi bili revni po devetem letu starosti ločeni od bogatih in poučevani drugje.